# Фелука (Терни)
Фелука је насеље у Италији у округу Терни, региону Умбрија.
Према процени из 2011. у насељу је живело 42 становника. Насеље се налази на надморској висини од 101 м.